# Pedra do Sino
Der Pedra do Sino (Glockenstein) ist mit 2275 Metern (ältere Quellen geben noch 2263 an) der höchste Berg des Nationalparks der Serra dos Órgãos (Orgelpfeifengebirge) und der Stadt Teresópolis innerhalb der Serra do Mar in Brasilien.
Der zwei Kilometer Luftlinie nördlich des Dedo de Deus liegende Berg ist ein Ziel für Wanderer und Kletterer mit unterschiedlichen sportlichen Ambitionen. Seine Täler und Felsen sind beeindruckend und verschiedene Aussichtsplattformen bieten einen Überblick über die gesamte Region.
Wegen der geringeren Niederschläge und der niedrigeren Temperaturen sind die Bedingungen für eine Besteigung im Winter besser.
Der 12 km lange Anstieg bietet vier geschützte Rastplätze. Der erste und der zweite sind kleine Höhlen und der dritte liegt auf einer Lichtung, die Platz für einige Zelte bietet. Der vierte „Abrigo“ (Schirm) wurde vor einigen Jahren renoviert, es ist eine kleine Hütte; auch hier ist das Aufstellen von Zelten möglich. Diese Station liegt fast 2000 Meter hoch und zehn Minuten von der Bergspitze entfernt.